# CP・クロフォード
CP・クロフォード（CP Crawford、1907年8月25日 - 2019年11月23日）は、アメリカのスーパーセンテナリアン。イリノイ州在住だった長寿の男性。生前は渡邉智哲に次いで世界で2番目に高齢の男性だった。

## 略歴
1907年、ミシシッピ州ジャクソンでジョン・クロフォードとマティー・クロフォードのもとに生まれる。母は自身が2歳のころに亡くなったため、家族の話でしか母親を知らなかった。名前のCPは南部の伝道師に因んで名付けられており、これはイニシャルではなくクロフォードの実際の名前である。6人兄弟の末っ子で、母親が死去した際に一家離散し、叔父や叔母に育てられた。学校には通えなかったため、4歳の頃より綿摘みやトウモロコシ畑の耕作をしていた。13歳からはカフェで皿洗いをするようになった。
成人してからは製油所で働き、イリノイ・セントラル鉄道に入社してからはシカゴに移住した。人生で3回結婚し6人の里子に恵まれたが、実子はいなかった。2011年9月に同州の介護施設に移るまでは家で一人暮らしを行っていた。2019年9月にはシカゴ・ホワイトソックスのオープン戦に出向いた。長年のホワイトソックスのファンでもあり、この時に112番のユニフォームを送られたという。
2019年2月27日、ヘンリー・ツェンの死去に伴い、国内最高齢男性になる。
2019年11月23日、イリノイ州ランシングで死去。112歳90日没。